# Arkalik
Arkalik (en kazakh Арқалық Arqalıq) és una ciutat del nord del Kazakhstan a la província de Kostanay. Anteriorment havia estat el centre de la província de Turgai, que va ser abolida el 1997. Actualment és el centre administratiu de la regió dins la província de Kostanay.
Fundada l'any 1956, obtingué l'estatus de ciutat el 1965. La distància a la capital del Kazakhstan, Astanà, és de 670 km. Té aeroport però actualment només s'utilitza esporàdicament.
Cap a 2005, unes 45.000 persones hi vivien.
Històricament havia estat el centre dels programes espacials soviètics. L'activitat econòmica principal és la mineria de la bauxita.